# Srbsko na letních olympijských hrách
Srbsko na letních olympijských hrách startuje od roku 1912. Toto je přehled účastí, medailového zisku a vlajkonošů na dané sportovní události.

## Účast na Letních olympijských hrách
| Dějiště LOH            | LOH      | Vlajkonoš                                                                          | Zlatá medaile | Stříbrná medaile | Bronzová medaile | Celkem |
| ---------------------- | -------- | ---------------------------------------------------------------------------------- | ------------- | ---------------- | ---------------- | ------ |
| 1912 Stockholm         | LOH 1912 | nebyl                                                                              |               |                  |                  | 0      |
| 2008 Peking            | LOH 2008 | Jasna Šekarićová                                                                   |               | 1                | 2                | 3      |
| 2012 Londýn            | LOH 2012 | Novak Djoković                                                                     | 1             | 1                | 2                | 4      |
| 2016 Rio de Janeiro    | LOH 2016 | Ivana Maksimovićová (zahájení) Tijana Bogdanović (ukončení)                        | 2             | 4                | 2                | 8      |
| 2020 Tokio             | LOH 2020 | Sonja Vasić Filip Filipović                                                        | 3             | 1                | 5                | 9      |
| 2024 Paříž             | LOH 2024 | Dušan Mandić a Maja Ognjenović (zahájení) Zorana Arunović a Damir Mikec (ukončení) | 3             | 1                | 1                | 5      |
| Celkem                 | 6        |                                                                                    | 9             | 8                | 12               | 29     |
| Zdroj na Olympedia.org |          |                                                                                    |               |                  |                  |        |